# Jermaine Blackburn
Jermaine Blackburn (St. Louis, 8 febbraio 1983) è un ex cestista statunitense, professionista nella D-League, nella USBL, nella CBA, nella ABA 2000, nella PBL, nella IBL e nella NBL Canada.

## Palmarès
- Migliore nelle palle recuperate CBA (2009)